# Сны поездов (фильм)
«Сны поездов» (англ. Train Dreams) — предстоящий фильм режиссёра Клинта Бентли с Фелисити Джонс и Джоэлом Эдгертоном в главных ролях. Экранизация одноимённой повести Дениса Джонсона 2011 года.

## Сюжет
Лесоруб Роберт Грейнир (Джоэл Эдгертон) работает на прокладке железных дорог по всей Америке, из-за чего ему приходится проводить много времени вдали от жены Глэдис (Фелисити Джонс) и дочери, и он старается найти своё место в быстро меняющемся мире.

## В ролях
- Фелисити Джонс — Глэдис[3]
- Джоэл Эдгертон — Роберт Грейнир
- Керри Кондон
- Уильям Х. Мэйси
- Клифтон Коллинз мл.

## Производство
В феврале 2024 года сообщалось, что компания Black Bear начала работу над экранизацией романа Дениса Джонсона 2011 года «Сны поездов», автором сценария стал Грег Кведар, режиссёром — Клинт Бентли. Главные роли получили Фелисити Джонс и Джоэл Эдгертон. Продюсерами выступили Марисса Макмахон и Эшли Шлайфер из Kamala Films, а также Уилл Яновиц, Тедди Шварцман и Майкл Хаймлер из Black Bear. В мае 2024 года к актёрскому составу присоединились Керри Кондон, Уильям Х. Мэйси и Клифтон Коллинз мл.
Основные съёмки начались в штате Вашингтон в апреле 2024 года, места съёмок включают Спокан, Металлайн Фоллс и Колвилл.
Премьера фильма состоится 26 января 2025 года на кинофестивале «Сандэнс».